# (38230) 1999 NP53
1999 NP53 (asteroide 38230) é um asteroide da cintura principal. Possui uma excentricidade de 0.10900340 e uma inclinação de 14.10263º.
Este asteroide foi descoberto no dia 12 de julho de 1999 por LINEAR em Socorro.